# José Ufarte
José Armando Ufarte Ventoso (ur. 17 maja 1941 w Pontevedrze) – hiszpański piłkarz grający podczas kariery zawodniczej na pozycji pomocnika. Uczestnik mistrzostw świata w 1966 roku.

## Kariera
José Ufarte w latach 1958–1961 reprezentował barwy brazylijskiego klubu CR Flamengo. W 1961 roku został piłkarzem klubu Corinthians Paulista. W 1962 roku powrócił do Flamengo, by w 1964 roku powrócić do ojczyzny. W latach 1964–1974 grał w Atlético Madryt. Pod koniec kariery piłkarskiej grał w Racingu Santander.
W reprezentacji Hiszpanii zadebiutował 5 maja 1965 w meczu z Irlandią. Pierwszą bramkę zdobył 19 października 1972 w meczu z Jugosławią. W reprezentacji zagrał w sumie 12-krotnie.
9 lat po zakończeniu kariery został szkoleniowcem rezerw Atlético. W 1988 roku objął pierwszą drużynę. Potem trenował Racing Santander.

## Sukcesy

### Flamengo
- Mistrzostwo Brazylii (1): 1963

### Atlético Madryt
- Primera División (3): 1966, 1970, 1973
- Puchar Króla (2): 1965, 1972